# Vászlói csata
A vászlói csata (románul több megfelelője is van: Bătălia de la Vaslui, Bătălia de la Racova, Bătălia de la Podul Înalt (am. Magas-hídi csata) és még egyebek) 1475. január 10-én a moldvaiak és a törökök között zajlott. Utóbbi felet a havasalföldi vajda is támogatta csapatokkal. A esemény helyszíne a történeti Moldva területén van, Vászló (Vaslui) mellett, közel a mai Moldován Köztársaság határához. A csatában III. István moldvai fejedelem győzelmet aratott a ruméliai pasa (későbbi nagyvezír) serege felett. István azonban csak csatát nyert, de nem háborút. Országa ugyanis három hatalom (a magyarok, az oszmán-törökök s a lengyelek) ütközőpontjában feküdt, akiktől semmi jót nem várhatott. Végül István adófizetést vállalt és később a havasalföldihez hasonlóan a moldvai fejedelemség is hűbérese lett a szultánnak.

## Előzmények
Az oszmán-török hódítók a Balkánon egyre nagyobb területeket kaparintottak meg a 15. századtól, és lassan elérték Magyarország határát is. 1389-ben a rigómezei csatában a térség sorsa már eldőlt, a helyi államok, amelyek egymással is ádáz küzdelmet vívtak, képtelennek bizonyultak helytállni a törökkel szemben.
Havasalföld a 15. század közepén hűbérese lett a szultánnak, s a fejedelemnek ettől kezdve támogatnia kellett seregével a törököket. A martalóc csapatok pedig messzi területekre is eljutottak, így például Magyarországra, vagy Lengyelországba, s Ukrajnába.
Moldva, amelynek vidékét szintén nem kerülte el a pusztítás, harcban állt a magyar, a lengyel és a litván királyokkal is, akik állandóan uralmuk alá szerették volna vonni a kicsiny országot. Moldva korábbi fejedelme Jó Sándor már a 15. század elején el kellett hogy ismerje II. (Jagelló) Ulászló lengyel királyt hűbérurának.
István 1471-ben betört Havasalföldre, s a következő években is több hadjáratot vezetett az ott uralkodó törökök ellen. 1475-ben II. Mehmed elhatározta, hogy megbünteti Istvánt, aki nem akarta elismerni a fennhatóságát. Mehmed a ruméliai beglerbéget bízta meg a bosszúhadjárat vezetésével, aki 1475 elején be is nyomult az országba.

## A szemben álló erők
Hadim Szulejmán pasa seregét kiegészítette III. Öreg Basarab havasalföldi fejedelem hadával (kb. 17 ezer fő). A törökök soraiban nagy számban harcoltak bolgárok és tatárok. Utóbbiak még frissen vettek részt a török háborúkban, mivel nemrég ismerték el a szultánt hűbéruruknak. Ezáltal a törökök Moldván át támadásaikkal sújtották már az orosz területeket is.
Grigore Ureche 17. századi román krónikás művében a török sereg létszámát 120 ezer főre teszi, míg a néhány évtizeddel korábbi történelmi publikációk szerint hatvanezer lehetett, de ez a szám is túl sok. Valószínűleg a pasa serege alig lehetett több negyvenezer főnél.
István hada a korábbi forrásokkal ellentétben, amik 40 ezer főre teszik, valójában legfeljebb húszezer főt tett ki. A moldvaiak gyalogsága jobbára némi kiképzést kapott parasztokból állt, míg a lovasokat elsősorban a bojárok és egyéb nemesek képezték. István segítséget kért Mátyás királytól és IV. Kázmér András lengyel uralkodótól. Utóbbi egy bizonyos Buchawski vezetésével 2000 főnyi segédhadat, míg Mátyás 5000 székelyt és 1800 magyar katonát rendelt a támogatására. A seregnek állítólag 20 ágyúja is volt. Az elmúlt években István a moldvai és besszarábiai várakat jól megerősítette, hogy a nagyobb támadásokkal szemben eredményesen vehesse fel a harcot. Amellett eléggé jó taktikusnak bizonyult, hisz korábban felülkerekedett Mátyás király képzettebb és jobb felszereltségű seregén.

## A csata

A vászlói csata térképe

István Vászló környéki mezőket mindenütt felperzselte. Mivel a török sereg legnagyobb részt lovasokból állt, azok nem jutottak takarmányhoz, s az állatok javarésze legyengült. Ez komoly hátrányt jelentett a törökök számára, mert a heves lovassági rohamokkal döntötték el az ütközeteket. A csata napján köd is leereszkedett a vidékre, emiatt a török nem láthatta milyen csatarendet alakítottak ki a moldvaiak. Ennek jelentőségét István mérte fel a legjobban.
István kihasználva a köd nyújtotta előnyöket, néhány embert előre küldött a Bârlad mellett található magaslatokra, egyenes a törökök mögé. Parancsba adta nekik, hogy erősen fújják meg majd a kürtjeik, míg ő szemből várakozott, kissé távolabb a török seregtől.
Mikor a törökök meghallották a kürtszót, azt hitték, hogy az ellenség mögöttük van, ezért sietve megváltoztatva arcvonalukat Băcăuani felé vették az irányt. Az a hely elég nehezen járható volt a magaslatok miatt, így számos akadály hárult a lovasok elé, amit még fokozott, hogy még patakok is szabdalták helyenként a terepet, így a török támadás végig rendezetlenül, akadozva folyt.
A kürtszó hallatán a moldvaiak is támadásba lendültek és hamar utolérték a törököket, akiket annyira meglepett a hátulról jött támadás, hogy pánikba estek. A támadást zárt oszlopban hajtották végre István erői és sokkal gyorsabb iramban, mint a törököknek, akiknek sorai a rendezetlen menetelés miatt már felbomlóban voltak. Ureche krónikája szerint ijedtükben a törökök egymást is vágták a sűrű ködben.

## A veszteségek
A törökök nagy veszteségeket szenvedtek, s számos seregvezér is elesett. Ureche több mint negyvenezer főre teszi az elesett törökök számát, de a valós szám ennél alacsonyabb. A moldvaiak sok foglyot ejtettek, köztük rengeteg janicsárt, ám ezeket mind kivégezték.

## A következmények

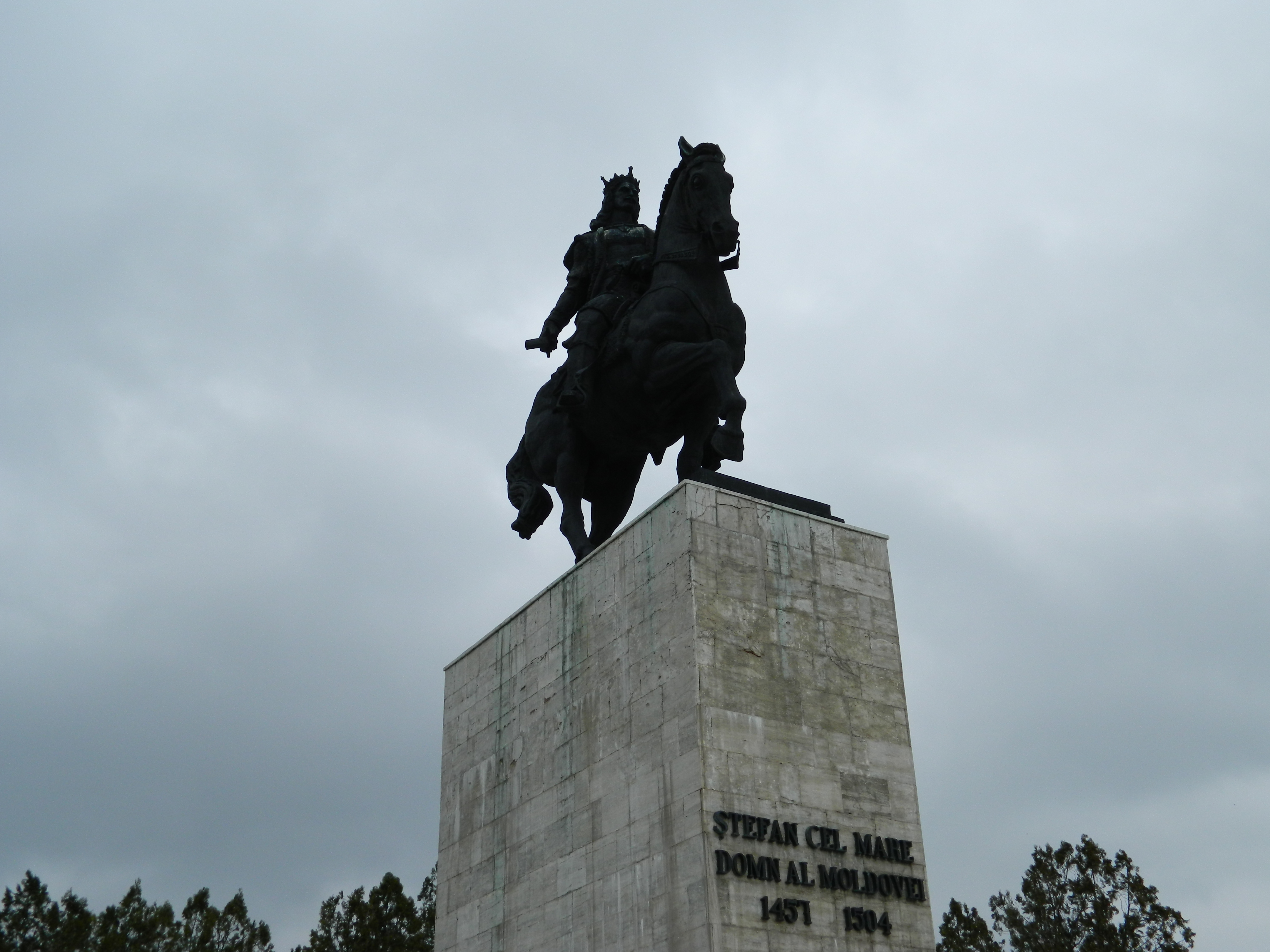
III. István moldvai fejedelemnek a csata 500. évfordulóján, 1975-ben felállított lovas szobra a helyszínen, Muntenii de Jos községben, Băcăoani falu mellett. Alkotója Mircea Ștefănescu

István győzelme nagy visszhangot keltett, mivel balkáni ország első esetben nyert nagyobb, nyílt csatát a törökkel szemben. A pápa, IV. Sixtus a „kereszténység bajnoka” (Verus Christianae fidei Athleta) jelzővel illette a fejedelmet. A következő évben jóllehet István már vereséget szenvedett Războieninél, de mivel a török nem bírta a megerősített várakat bevenni, ezért vert hadként kivonult Moldvából.
István kivételes katonai tehetség volt, de gyenge országa nem állhatta meg helyét az Oszmán Birodalommal szemben, ezért 1486-ban egyezséget kötött II. Bajaziddal, hogy adót fizet neki. A törökök egyelőre akkor még nem kötelezték teljes hűbéri függésre Moldvát, majd csak a 16. században.

## Külső hivatkozások
- Csata Vaslui mellett